# Turn Left at the End of the World
Turn Left at the End of the World (Original: hebräisch סוף העולם שמאלה, Sof Ha'Olam Smola) ist ein israelisch-französisches Filmdrama aus dem Jahr 2004. Der Film beschreibt zwei kulturell sehr unterschiedliche Familien, die in einem abgeschiedenen kleinen Dorf in Israel angesiedelt wurden. Im Zentrum der Handlung steht die enge Freundschaft der gleichaltrigen Töchter, der Marokkanerin Nicole (Neta Garty) und der Inderin Sarah (Liraz Charhi). Der Film spielt in den 1960er Jahren und endet zum Zeitpunkt der ersten Mondlandung.

## Handlung
Die Zeit scheint stillzustehen in einem kleinen abgeschiedenen israelischen Dorf in der Negev-Wüste in der Zeit nach dem Sechstagekrieg. Die Handlung beginnt mit dem Einzug einer indischen Familie in das Dorf. Im Nachbarhaus gegenüber lebt seit einiger Zeit eine marokkanische Familie, die auch im Rahmen der Alija nach Israel kam und die Neuankömmlinge kritisch beäugt. Die beiden Familien haben wenig gemeinsam und identifizieren sich mehr mit der Kulturtradition ihrer jeweiligen ehemaligen Kolonialmächte als durch ihr gemeinsames Schicksal als Einwanderer in einem fremden Land. Trotz der kulturellen Unterschiede entwickelt sich eine enge Freundschaft der gleichaltrigen heranwachsenden Töchter Nicole und Sarah. Die beiden Mädchen entdecken gemeinsam die Welt der Erwachsenen, die Musik der Sechziger und die "Sexuelle Revolution". Durch einen Streik in der einzigen Fabrik in der Nähe des Dorfes verlieren viele Dorfbewohner, darunter die beiden Väter, ihre Arbeit und ihr Einkommen. In dieser kollektiven Notsituation scheinen die kulturellen Grenzen zunehmend zu verschwinden. Sarahs Vater, Roger, beginnt eine Affäre mit der attraktiven jungen Witwe Simone, die im Haus der marokkanischen Familie wohnt. Rachel versucht ihre Ehe durch ein abergläubisches Ritual zu retten. Nicoles Vater, Isaac, erfährt, dass seine Frau an Leukämie leidet und nicht mehr lange zu leben hat. Roger und seine Freunde versuchen in dieser wirtschaftlich schwierigen Lage durch ein tägliches Cricketmatch ihre britische Identität und Würde zu bewahren. Die marokkanischen Einwanderer sind von dem Spiel angetan und wollen sich daran beteiligen. Da ihnen die nötige Ausrüstung fehlt, kontaktieren sie die Britische Botschaft in Tel Aviv, die nicht nur umgehend die gewünschten Uniformen und Schläger liefert, sondern auch gleichzeitig verspricht, ein englisches Meisterteam zu einem Freundschaftsspiel einzuladen. Das Spiel, das im Vorfeld als Zeichen der Freundschaft zwischen den Kulturen in den Medien starke Beachtung erfuhr und in das die Dorfbewohner große Hoffnungen gesetzt hatten, entwickelt sich jedoch zu einem Desaster. Im Beisein von Parlamentariern aus Tel Aviv und anderer Würdenträgern ist die Heimmannschaft den Gästen hoffnungslos unterlegen und nach einem strittigen Schiedsrichterentscheid kommt es zu einem Handgemenge, dem sich die Gastmannschaft nur mit Mühe entziehen kann. Die großen Hoffnungen auf eine positive wirtschaftliche Entwicklung des Dorfes werden enttäuscht. Völlig unerwartet entwickelt sich die Situation trotzdem zum Besseren. Durch die Medien auf die schwierigen Bedingungen des Dorfes hingewiesen, entschließt sich die Regierung, dem Eigentümer der Glasfabrik finanziell unter Arme zu greifen, was ihm ermöglicht, den von den streikenden Arbeitern geforderten Lohnerhöhungen zuzustimmen. Die Fabrik setzt ihre Produktion fort und die Dorfeinwohner haben wieder Arbeit und Einkommen. Roger beendet seine Affäre aus Rücksicht auf seine Familie, Nicoles Mutter stirbt und Sarah tritt an Nicoles Stelle ihren Militärdienst an.